# 伊河 (芬蘭)
65°19′23″N 25°21′30″E / 65.32306°N 25.35833°E

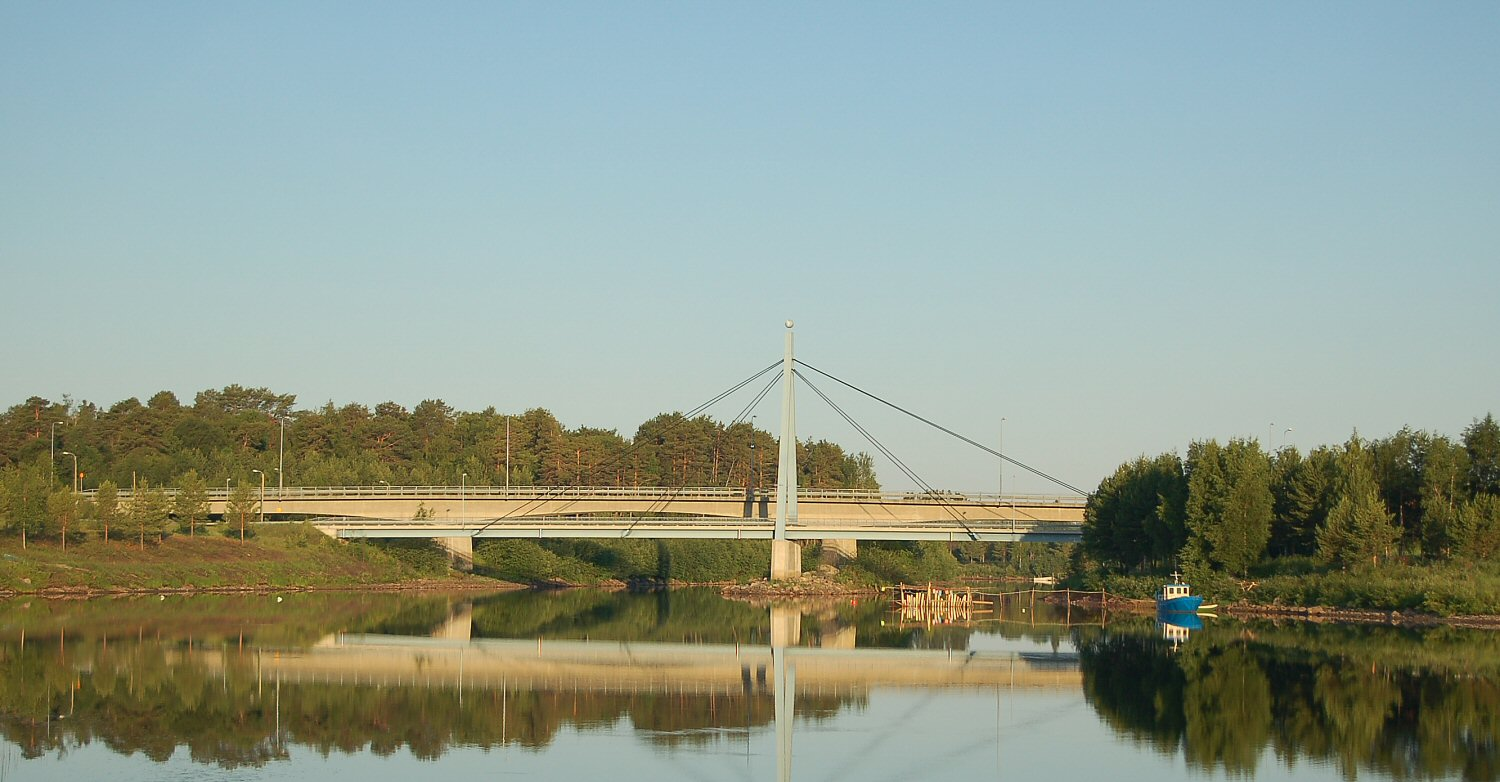

伊河（芬蘭語：Iijoki）是芬蘭的河流，流經北波赫扬马区，最終注入波的尼亞灣，河道全長370公里，流域面積14,191平方公里，平均流量每秒174立方米，河道上建有5座水力發電廠。